# 1912 + 1
1912+1 est un récit de Leonardo Sciascia, publié pour la première fois en Italie en 1986.

## Contenu de l’ouvrage
Titre curieux que celui de ce récit d’un procès qui eut lieu à Oneille en avril 1914. Il s’agissait de juger la comtesse Tiepolo, épouse du capitaine des bersagliers Carlo Ferruccio Oggioni, accusée du meurtre de l’ordonnance de son mari, le bersaglier Quintilio Polimanti.
1912+1 est la graphie qu’a utilisée le superstitieux D’Annunzio dans la dédicace d'un de ses livres durant l’année 1913, année du meurtre en question, et Sciascia l’a choisie en référence à cet auteur, qu’il n’aimait guère, et encore moins ce qu’il représentait.
Le crime ne fait aucun doute : la comtesse a avoué. Elle a tué Polimanti d’un coup de pistolet en pleine face, pour “défendre son honneur” dira-t-elle. Elle sera acquittée au terme d’un procès qui enflammera les passions en Italie.
Sciascia traite le récit de ce qui n’est finalement qu’un fait divers de façon presque allusive. Il semble s’égarer, souvent avec humour et ironie, dans de longues digressions sur la politique, la littérature, la peinture. Le récit est un prétexte à faire un état de la société italienne en 1913, et incidemment de sa Justice, car il semble bien qu’il y ait eu quelques irrégularités lors du procès et l’auteur ne manque pas de poser les questions qui auraient dû l’être à l’époque. Il convoque ainsi au fil de l’histoire un ambassadeur des États-Unis, Stendhal, Boccace, Pirandello, le commissaire Maigret, Aldous Huxley et le Barbier de Séville. Il s’étend longuement sur le Pacte Gentiloni, conclu la même année, par lequel les libéraux alors au pouvoir, et craignant un raz-de-marée socialiste aux élections (les premières au suffrage universel), auront le soutien des catholiques moyennant divers aménagement de leur programme dont le principal se résume en ces mots « opposition absolue au divorce ». De même, s'interrogeant sur la disparition d'un médaillon que la comtesse aurait donné au bersaglier, il remarque qu'il en est à peine fait allusion lors du procès. Il soupçonne l'armée de l'avoir subtilisé (toujours pour l'honneur de l'officier), mais dit-il l'armée ne peut être mise en cause : nous sommes en pleine euphorie patriotique, l'Italie se bat en Cyrénaïque, et il ne saurait en être question. Passant ainsi habilement de l'anecdote à l'Histoire, du particulier au général, il revient au contexte politique dans lequel se déroule le procès, contexte qui en a peut-être influencé le déroulement.
Au cours de la lecture apparaît ainsi une évocation impressionniste de l’Italie d’immédiat avant-guerre et, incidemment, de l’auteur lui-même, par les références qu’il introduit et le jugement qu’il porte sur les personnes et les événements.